# Приднестровский республиканский банк

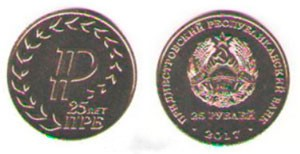
Юбилейная монета Приднестровья номиналом 25 рублей, приуроченная к 25-летию образования Приднестровского республиканского банка, 2017

Приднестровский республиканский банк сокращено ПРБ (молд. Банка Републиканэ Нистрянэ, укр. Придністровський Республіканський Банк) — центральный банк Приднестровской Молдавской Республики.

## История
- 22 декабря 1992 года Верховный Совет ПМР принял Закон «О государственном банке» и в целях упорядочения работы банковской системы республики постановил создать Приднестровский республиканский банк.
- В 1994 году была введена в обращение собственная валюта — приднестровский рубль.
- В 2000 году были введены в обращение первые памятные монеты ПРБ, достоинством 25 и 50 рублей, посвящённые 10-летию Приднестровской Молдавской Республики.
- 1 января 2001 года была проведена деноминация в масштабе 1 млн. старых рублей к 1 новому деноминированному приднестровскому рублю[2].
- 18 ноября 2005 года в Тирасполе открылся собственный монетный двор[3].
- В октябре 2006 года ПРБ открывает новое здание Банка.
- 7 мая 2007 года Верховным Советом Приднестровской Молдавской Республики был принят новый закон «О Центральном банке ПМР».
- 22 декабря 2007 года были введены в обращение новые модифицированные купюры образца 2007 года[4].

## Председатели ПРБ

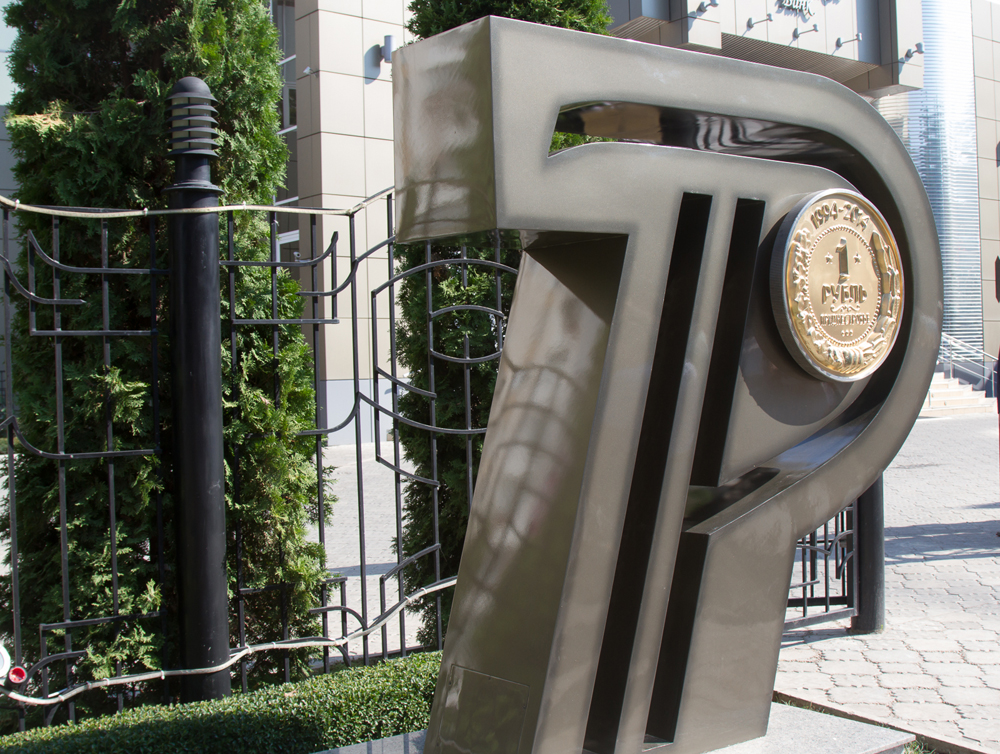
Памятник приднестровскому рублю

- Вячеслав Загрядский (22 декабря 1992 — 4 сентября 1995)
- Виталий Канаш (и. о. 4 сентября — 22 декабря 1995)[5][6]
- Владимир Борисов (и. о. 22 декабря 1995 — 1997)[7]
- Олег Натахин (1997—1998)[8]
- Эдуард Косовский (и. о. 13 апреля — ? 1998; 1998—2005)[9]
- Алексей Мельник (и. о. 2005)
- Эдуард Косовский (2005 — 16 июля 2007)[10]
- Алексей Мельник (и. о. 16 июля 2007 — 23 апреля 2008)
- Оксана Ионова (23 апреля 2008 — 30 декабря 2011)
- Ольга Радулова (и. о. 30 декабря 2011 — 1 февраля 2012)
- Эдуард Косовский (1 февраля 2012 — 17 декабря 2016)
- Владислав Тидва (с 17 декабря 2016)

## Галерея

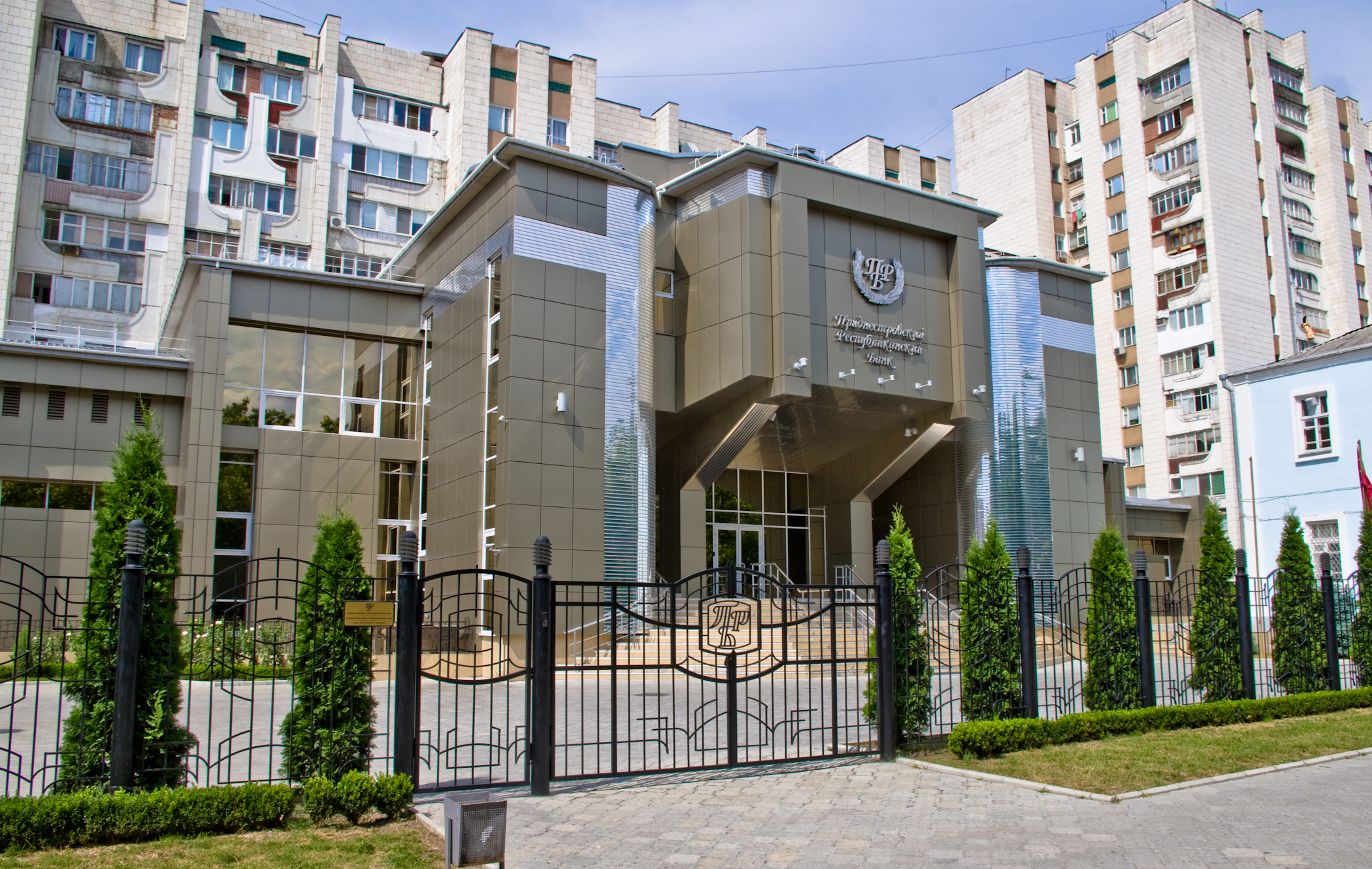
ПРБ
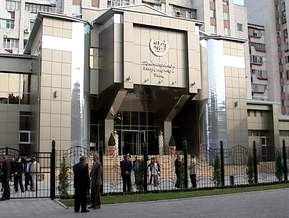
Открытие нового здания ПРБ
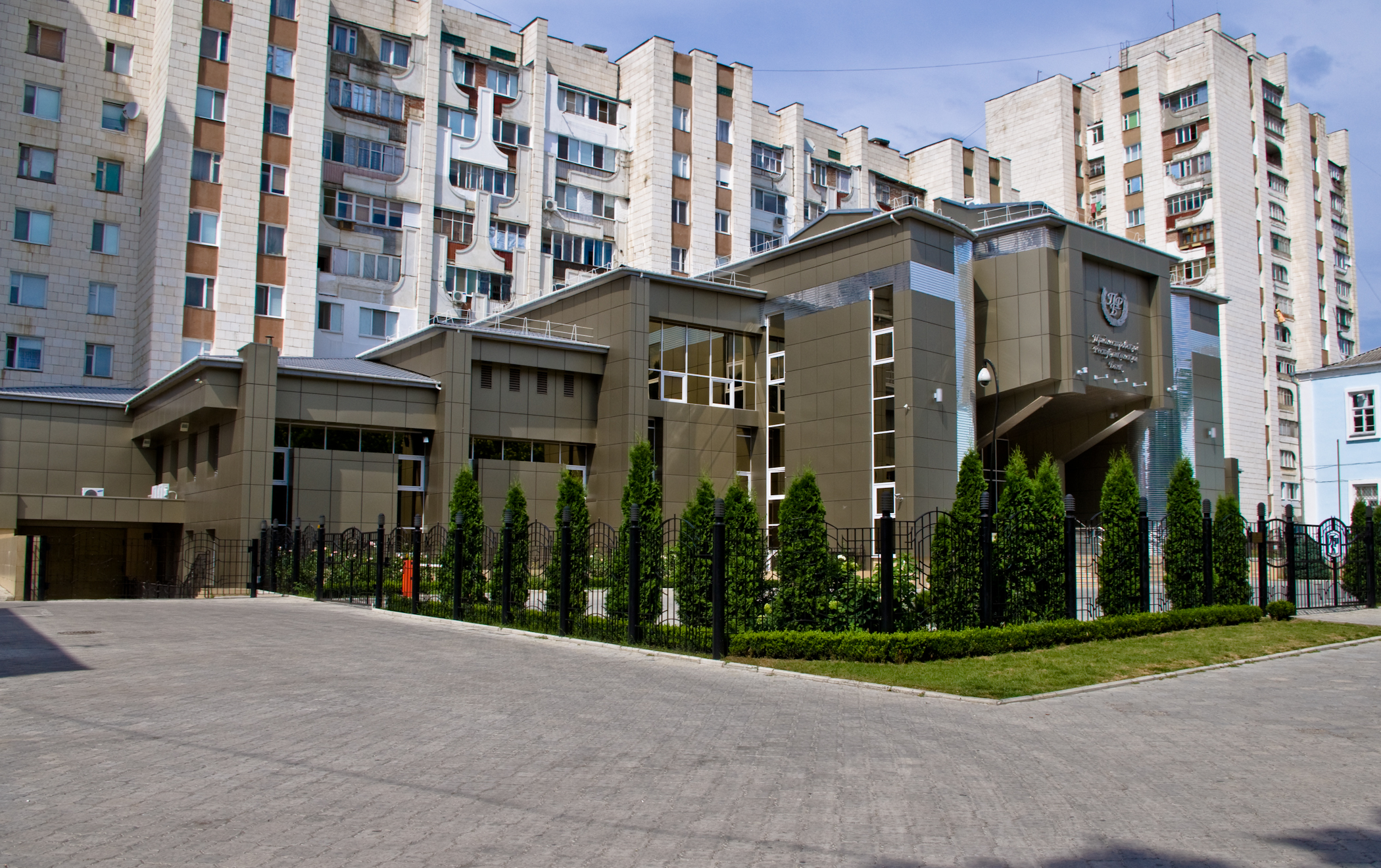
Здание банка

## Интересные факты
В апреле 2013 года была издана книга «История Приднестровья в денежных знаках», в которой рассказывается об истории денег на территории Приднестровской Молдавской Республики (с древности до современности). Также в этой книге опубликовано большое число иллюстраций монет и банкнот разных эпох. Автором-составителем книги является кандидат географических наук, приднестровский историк-нумизмат Андрей Кривенко. Тираж книги 200 экземпляров.
К 20-летию приднестровского рубля, 15 августа 2014 года, перед входом в ПРБ был установлен памятник местной валюте.